# Карманов, Юрий Трофимович
Ю́рий Трофи́мович Карма́нов (9 января 1945, село Петровка, Зилаирский район, Башкирская АССР, СССР — 9 июня 2017, Челябинск, Россия) — советский и российский учёный, преподаватель, доктор технических наук, профессор Южно-Уральского государственного университета с 1967 года по 2017 год, директор Научно-исследовательского института цифровых систем с 1987 года по 2017 год. Член РАЕН.

## Биография
Родился 9 января 1945 года в селе Петровка Зилаирского района Башкирской АССР. С отличием окончил Челябинский политехнический институт по специальности «Конструирование и производство радиоаппаратуры» в 1967 году и был распределён на кафедру «Радиотехнические системы». Работал на этой кафедре в должности старшего инженера, ассистента. В 1971 году окончил аспирантуру с защитой кандидатской диссертации. В 1972 году был принят на должность доцента кафедры «Основы радиоэлектроники» Челябинского политехнического института. С 1985 года назначен научным руководителем проблемной научно-исследовательской лаборатории (НИЛ) Челябинского политехнического института.
Был главным редактором журнала «Цифровые радиоэлектронные системы».
Был женат на Кармановой Татьяне Александровне, двое детей.
Умер 29 июня 2017 года в городе Челябинске, похоронен на Преображенском кладбище.

## Научная деятельность
С 1987 года по 2017 год является директором Научно-исследовательского института цифровых систем Южно-Уральского государственного университета. С 1992 года по совместительству заведующий кафедрой «Цифровые радиотехнические системы» Челябинского государственного технического университета.
В 1992 году успешно защитил докторскую диссертацию, в 1994 году присвоено ученое звание профессора по кафедре «Цифровые радиотехнические системы» Южно-Уральского государственного университета. В связи с достигнутыми успехами в разработке новой цифровой технологии обработки широкополосных радиосигналов и для ускорения внедрения его в практику в 1987 году решением Совета министров СССР на базе проблемной НИЛ «Протон» был создан НИИ цифровых систем Южно-Уральского государственного университета, и в 1989 году разработанные в НИИ цифровые радиотехнические системы начали производиться серийно. Для оперативного проведения лётных испытаний разрабатываемой аппаратуры решением Минвуза и Минобороны СССР был открыт Челябинский межведомственный научно-испытательный центр на базе НИИ цифровых систем, ЧВВАКУШ, авиационного полигона «Сафакулево» УрВО, четвёртой армии ПВО, в рамках которого была создана испытательная база института.
В течение всего периода работы Ю. Т. Карманов участвовал в ответственных научных работах на различных должностях: старшего инженера, старшего научного сотрудника, заведующего лабораторией и директора НИИ цифровых систем. Являлся научным руководителем раздела «Научные основы техники связи межвузовской научно-технической программы „Университеты России“» и ряда бюджетных и договорных научно-исследовательских работ, главным конструктором опытно-конструкторских работ, выполняемых по госзаказу, научным руководителем Челябинского межведомственного научно-испытательного Центра Уральского региона по проблемам информационной безопасности в системе высшей школы.
Работал в области современной теории и техники цифровой обработки информации в сложных радиотехнических системах. Автор более семидесяти трудов и публикаций, среди которых 17 изобретений, учебно-методические пособия и научно-технические статьи.
Научный путь в области теоретической информатики и информационных технологий характеризуется следующими шагами:
- создание теоретико-игровых методов оптимизации сложных радиотехнических систем;
- разработка новой технологии цифровой обработки информации в виде широкополосных электромагнитных и ультразвуковых колебаний в широком частотном диапазоне для решения задач радиолокации и радионавигации, радиотехнической разведки, радиопротиводействия и связи;
- разработка алгоритмов обработки информации в условиях действия интенсивного потока мешающих сигналов.

Научные исследование Ю.T. Карманова содержат оригинальное развитие методов теории игр применительно к оптимизации алгоритмов обработки информации в сложных цифровых радиотехнических системах в условиях действия помех и интенсивного потока мешающих сигналов с априорно неизвестными характеристиками, что позволило получить принципиально новые алгоритмы обработки широкополосных сигналов в цифровых радиосистемах.
Усовершенствование методов цифровой обработки широкополосных сигналов в цифровых радиосистемах в сочетании с оптимальными алгоритмами их обработки позволили создать и внедрить в практику новый класс цифровых радиотехнических систем, по своим характеристикам превосходящие известные аналоги.

## Награды
- Орден Почёта Российской Федерации (1998);
- Почётный знак Минвуза СССР «За отличные успехи в работе»;
- диплом Лауреата премии Губернатора Челябинской области работникам образования;
- медаль Министерства обороны РФ «100 лет радиоэлектронной борьбы» (2004);
- Почётная грамота Губернатора Челябинской области;
- нагрудный знак «Заслуженный работник высшей школы Российской Федерации» (2008);
- Знак отличия «За заслуги перед Челябинской областью»;
- Орден «За заслуги перед ЮУрГУ» II степени.